# Carlos Valdovinos

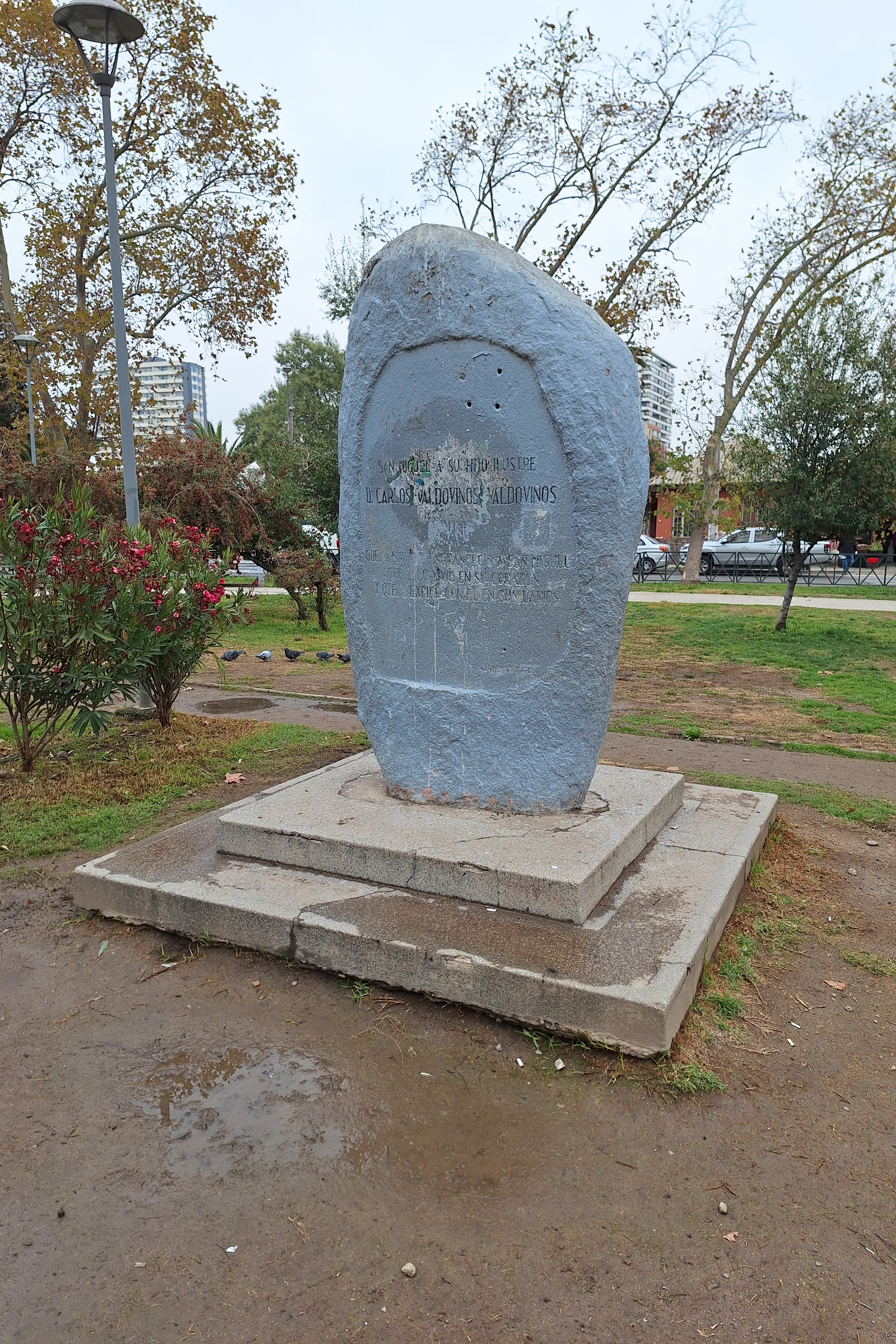
Monumento a Carlos Valdovinos en la plaza El Llano, en la comuna de San Miguel.

Carlos Valdovinos Valdovinos (Colchagua, 19 de diciembre de 1889-Santiago, 14 de marzo de 1966) fue un abogado y político chileno, miembro del Partido Radical (PR). Durante el gobierno del presidente radical Pedro Aguirre Cerda llegó a servir como biministro de Estado, pues su interinato en el Ministerio del Interior coincidió con sus funciones en la cartera de Defensa Nacional entre septiembre y octubre de 1941.
Es comúnmente conocido por tener una avenida en su honor, cuyo nombre hace homenaje a sus labores como alcalde de la comuna de San Miguel por espacio de una década (1950-1960).

## Familia y estudios
Hijo de José Valdovinos y de Gertrudis Valdovinos, realizó sus estudios primarios en el Liceo de Aplicación, y los secundarios en el Internado Nacional Barros Arana. Continuó los superiores en la Facultad de Leyes y Ciencias Políticas en el Instituto Pedagógico de la Universidad de Chile, jurando como abogado el 4 de septiembre de 1914, luego de ser examinado ante la Corte Suprema.
Se casó en Santiago, el 15 de marzo de 1914, con Dorila Fernández Paredes, hija de Juan Nepomuceno Fernández y de Carmen Paredes. La pareja tuvo siete hijos: Carlos, Sergio, Livia, Hernán, Inés, Silvia y Jorge Valdovinos Fernández.
En su honor, mediante la Ley 16561 del 13 de octubre de 1966 la antigua Avenida San Joaquín fue renombrada como Avenida Carlos Valdovinos.

## Servicio público

### Judicatura
- Juez de Freirina, nombrado por Decreto N°908 de 16 de junio de 1919.
- Juez de Letras suplente de Quillota, 17 de marzo de 1921 hasta abril del mismo año.
- Juez suplente del 1° Juzgado de San Fernando, 25 de abril de 1921. Nombrado titular el 27 de junio del mismo año.
- Juez del 4° Juzgado Civil de Santiago, 10 de marzo de 1923.
- Juez del 5° Juzgado Civil de Santiago, 1 de junio de 1924.
- Ministro de la Corte de Apelaciones de Talca, 11 de abril de 1927.
- Ministro de la Corte de Apelaciones de Santiago, nombrado por Decreto N°1184 del 1 de julio de 1928, presidente de la misma el 1 de enero de 1936 y el 31 de diciembre de 1936.
- Ministro de la Corte Suprema, 22 de junio de 1939 hasta 1941.

### Docencia
Inspector del Instituto Nacional entre 1909 y 1915.
Profesor de Derecho Penal en la Universidad de Chile.
Profesor en varias escuelas de la sociedad de Obreros.

### Administración
Ministro de Defensa Nacional entre el 10 de julio de 1941 y el 2 de abril de 1942.
Ministro del Interior interino, 16 de septiembre de 1941. Por ley N°7216 del 31 de julio de 1942 se le concedió, por gracia, la jubilación. Regidor de la Municipalidad de San Miguel y alcalde de la misma, entre el 22 de mayo de 1950 y el 15 de mayo de 1960.

### Trayectoria
- Otras actividades
- Miembro de la Comisión de la Reforma del Código de Procedimiento Civil,1927. Por Decreto N°347 de 2 de marzo de 1928 es nombrado miembro de la comisión de Reforma de la Ley de Organización de Tribunales.
- Vicepresidente del Consejo Superior del Trabajo, 1945.
- Vicepresidente de la Hilandería Nacional S.A.
- Delegado y secretario de la Federación de Estudiantes de Chile; presidente del Centro de Estudiantes de Pedagogía.
- Vicepresidente del Instituto de Ciencias Penales; delegado al 1.er Congreso Latinoamericano de Criminología en 1938.
- Presidente del Patronato de Reos de la Penitenciaría de Santiago, 1945.
- Presidente de la Cruz Roja Chilena, 1948.
- Presidente del Instituto Mirandista, 1948.
- Administrador de los Hospitales de Freirina y de San Fernando.

## Obra escrita
- Impuesto sobre las sucesiones, Santiago. Imprenta Santiago, 1919, 58 páginas.[2]

### Artículos[2]
- La prevención de los incendios, en Revista de Ciencias Penales, v.IV, 1938, pp. 455-461.
- El delito de incendio con fines de lucro; conferencia del vicepresidente del Instituto de Ciencias Penales'", en: Revista de Ciencias Penales, v. IV, 1938, pp.22-25
- La preparación y la formación postuniversitaria del juez del crimen, en Revista de Ciencias Penales, v. IV, 1938, pp.330-335.
- Dos reformas a la administración de la justicia en lo criminal, en: Revista de Ciencias Penales, v. VI, 1943, pp.161-170.
- La libertad condicional y su aplicación en Chile, en: Revista de Ciencias Penales, v. VIII, 1945, pp.113-116.